# Хили (Аљаска)
Хили (енгл. Healy) насељено је место без административног статуса у америчкој савезној држави Аљаска.

## Демографија
По попису из 2010. године број становника је 1.021, што је 21 (2,1%) становника више него 2000. године.
| Група             | 2000.       | 2010.       |
| Белци             | 895 (89,5%) | 918 (89,9%) |
| Афроамериканци    | 3 (0,3%)    | 4 (0,4%)    |
| Азијати           | 19 (1,9%)   | 16 (1,6%)   |
| Хиспаноамериканци | 20 (2,0%)   | 21 (2,1%)   |
| Укупно            | 1.000       | 1.021       |